# توماس فورد (مجدف)
توماس فورد (بالإنجليزية: Thomas Ford)‏ هو مجدف بريطاني، ولد في 3 أكتوبر 1992.

## وصلات خارجية
- توماس فورد على موقع الاتحاد الدولي للتجديف (الإنجليزية)
- توماس فورد على موقع اللجنة الأولمبية الدولية (الإنجليزية)
- توماس فورد على موقع أوليمبيديا (الإنجليزية)
- توماس فورد على موقع اللجنة الأولمبية البريطانية (الإنجليزية)